# Michel Portmann (médecin)
Pour les articles homonymes, voir Michel Portmann.
Michel Portmann, né en 1924 à Bordeaux et mort le 17 septembre 2016, est un médecin français. Spécialiste de l'oto-rhino-laryngologie, il est professeur de médecine à l'université de Bordeaux et chercheur, pionnier de la micro-chirurgie de l'oreille.

## Famille
Son grand-père, Émile Moure fut à l'origine de la discipline qu'est l'oto-rhino-laryngologie. Son père, Georges Portmann fut reconnu mondialement dans le domaine de l'oto-rhino-laryngologie, mais aussi sénateur de la Gironde.
Sa femme, Claudine Portmann née le 24 septembre 1924, est décédée le 21 janvier 2008. Elle fut une grande figure de l’audiologie internationale.
Ils eurent trois enfants : Annie, audiologiste, Nathalie, architecte, et Didier qui est également aujourd'hui oto-rhino-laryngologiste, gérant l'institut Georges-Portmann et la Revue de laryngologie.

## Carrière médicale
Diplômé de la Faculté de médecine et de pharmacie de Bordeaux en 1944, il s'intéresse dès les tout débuts de sa carrière aux problèmes fonctionnels liés aux émetteurs de la parole et au récepteur auditif. C'est ainsi qu'il crée, en 1952, le Centre de phono-audiologie régional de l'université de Bordeaux puis, en 1955, le Laboratoire d'audiologie expérimentale, voué à la recherche appliquée. C'est le début d'un cheminement scientifique impressionnant, qui contribuera largement au développement de la phono-audiologie en Europe et le mènera à publier plus de 15 ouvrages et près de 500 articles dans des revues scientifiques. En 1954, le professeur Portmann fonde, en collaboration avec sa femme, le docteur Claudine Portmann, le Centre d'audition et du langage, consacré à la réhabilitation de centaines d'enfants handicapés auditifs.
« Entre mon grand-père et mon père, il m'était difficile d'échapper à cette destinée médicale ; j'ai été conditionné dès le plus jeune âge», explique Michel Portmann dans une interview. Il va, comme ses prédécesseurs, s'imposer avec une double casquette d'enseignant — agrégé en 1955, titulaire de la chaire créée par son aïeul en 1978, professeur honoraire de l'université Victor-Segalen, Bordeaux-II — et de chercheur : spécialisé dans le traitement des troubles de la communication, il est à l'origine du Laboratoire d'audiologie expérimentale (Inserm) de Bordeaux.
Il devient, dès 1954, l'un des pionniers de la microchirurgie de l'oreille. Même après avoir arrêté sa carrière, Michel met encore en œuvre cette dextérité par la pratique de la peinture, devenue sa principale passion.
Il a été président d'honneur de l'Institut Georges-Portmann.

## Michel Portmann peintre
Son grand-père, le professeur E.J. Moure, et son père, le professeur Georges Portmann, avaient déjà des talents picturaux affirmés. En dehors de la médecine, Michel Portmann a pratiqué toute sa vie le dessin et la peinture.
Une fois prise sa retraite, à l'âge de 77 ans, il s'adonne à temps plein à cette passion.
Le livre Michel Portmann peintre, préfacé par Alain Juppé, a été publié en décembre 2005 aux éditions « Revue de laryngologie ».
Homme riche d'expériences humaines, ayant voyagé dans le monde entier, il exprime ici par le choix des formes et des couleurs chatoyantes de ses tableaux sa grande sensibilité ainsi que son enthousiasme optimiste, reflets de sa personnalité profonde.

## Distinctions
- Chevalier de la Légion d'honneur
- Commandeur de l'ordre des Palmes académiques[8].

Michel Portmann est également docteur honoris causa de sept universités à travers le monde, dont l'université d'Umeå en Suède, la Faculté de médecine de Kunming en Chine, l'Université de Louvain en Belgique et l'Université Laval.

## Ouvrages
- Oto-Rhinolaryngologie, Portmann Michel, Masson, 1997
- Manuel pratique de chirurgie otologique, Portmann Michel, Masson, 1997
- Précis d'audiométrie Clinique, Précis d'audiométrie clinique, Portmann, Masson, 1988
- Techniques Chirurgales T.3, Techniques Chirurgales T.3, Portmann, 1987, Masson, 1987
- Précis d'audiométrie clinique - Avec atlas audiométrique, Michel Portmann, Relié, 1988, Masson,  (ISBN 2-225-81237-3)
- Oreille et os temporal, Michel Portmann, Yves Guerrier, mars 1986
- Traité de technique chirurgicale, Portmann, Masson, 1986
- Nez et face, Michel Portmann, Yves Guerrier, hors collection - Janvier 1983
- Technique chirurgicale T.2, Portmann, Masson, 1983
- Traité De Technique Chirurgicale O.R.L. Et Cervico-Faciale. 4. Traité De Technique Chirurgicale O.R.L. Et Cervico-Faciale. Cou Et Cavité Buccale. Volume : 4, Traité De Technique Chirurgicale O.R.L. Et Cervico-Faciale. 4. Traité De Technique Chirurgicale O.R.L. Et Cervico-Faciale. Cou Et Cavité Buccale. Volume : 4, sous la direction de M. Portmann et Y. Guerrier ; par Y. Guerrier, Masson; 1980
- Précis d'audiométrie clinique, Portmann, Michel, Masson, 1978
- Les Homogreffes tympano-ossiculaires, Société française d'oto-rhino-laryngologie et de pathologie cervico-faciale, Arnette, janvier 1978
- Inner Ear Biology, Xiv^ Workshop, Bordeaux, 5-7 septembre 1977 Institut national de la santé et de la recherche médicale, Colloque, éditeur : Éditions De L'Inserm - Collection : Publications de l'Inserm, 1977
- Abrégé D'Oto-Rhino-Laryngologie, Abrégé D'Oto-Rhino-Laryngologie, Portmann, Michel, Masson, 1977
- Traité de technique chirurgicale ORL et cervico-faciale. 1. Traité de technique chirurgicale ORL et cervico-faciale. Oreille et os temporal. Volume : 1, Portmann, Michel, Masson, 1975
- Les Fibres nerveuses efférentes cochléaires. Thèse de science. Imprimerie-Librairie DELMAS, Bordeaux (France), 1952.